# Giải bóng đá chuyên nghiệp Ả Rập Xê Út 2024–25
Giải bóng đá chuyên nghiệp Ả Rập Xê Út 2024–25 Uhay còn được gọi là Roshn Saudi League vì lý do tài trợ) là mùa giải thứ 49 của Saudi Pro League, giải đấu bóng đá chuyên nghiệp hàng đầu của Ả Rập Xê Út dành cho các câu lạc bộ bóng đá thuộc Liên đoàn bóng đá Ả Rập Xê Út kể từ khi được thành lập vào năm 1976.
Al-Hilal là đương kim vô địch với chức vô địch 19 lần. Al Kholood, Al Orobah và Al Qadsiah tham gia với tư cách là ba câu lạc bộ thăng hạng. Họ thế chỗ Abha, Al-Hazem và Al-Tai, những đội đã xuống hạng Giải hạng nhất Ả Rập Xê Út 2024–25.

## Các đội bóng
18 đội cạnh tranh ở giải đấu – 15 đội đứng đầu từ mùa giải trước và 3 đội thăng hạng từ FD League.

### Các đội thăng hạng
Các đội thăng hạng là Al Kholood, Al Qadsiah và Al Orobah các đội bóng trở lại sau khi vắng bóng lần lượt 1, 3 và 10 năm ở hạng đấu này.
Vào ngày 6 tháng 5 năm 2024, Al-Qadsiah trở thành đội đầu tiên được thăng hạng sau trận hòa 2–2 với Ohod. Họ đã giành chức vô địch giải hạng nhất sau chiến thắng 4–2 trước Al Najma vào ngày 13 tháng 5 năm 2024. Al Qadsiah trở lại hạng đấu cao nhất sau ba mùa giải vắng bóng và sẽ tham gia mùa giải thứ 37 của đội tại hạng đấu cao nhất.
Vào ngày 21 tháng 5 năm 2024, Al Kholood và Al Orobah đã trở thành hai câu lạc bộ cuối cùng được thăng hạng. Al Kholood đã được thăng hạng sau chiến thắng 5–1 trước Al Safa. Đây cũng sẽ là mùa giải đầu tiên của Al Kholood tại Saudi Pro League.
Al-Orobah được thăng hạng sau chiến thắng 1–0 trước Al-Jabalain. Al-Orobah trở lại giải đấu cao nhất lần đầu tiên kể từ khi xuống hạng ở mùa giải 2014–15 và sẽ tham gia mùa giải thứ 3 ở giải đấu cao nhất.

### Các đội xuống hạng
Ba đội bóng được thăng hạng trên thay thế Al-Hazem (xuống hạng sau 1 năm ở hạng đấu cao nhất), Abha (xuống hạng sau 5 năm ở hạng đấu cao nhất) và Al-Tai (xuống hạng sau 3 năm ở hạng đấu cao nhất).
Al-Hazem là đội đầu tiên xuống hạng sau trận thua 4–1 trên sân nhà trước Al Hilal vào ngày 11 tháng 5 năm 2024. Al-Hazem xuống hạng chỉ sau một năm ở hạng đấu cao nhất. Đây là lần xuống hạng thứ ba của đội trong năm năm.
Cả Abha và Al-Tai đều xuống hạng vào ngày cuối cùng của mùa giải. Abha xuống hạng sau trận thua 2–1 trên sân khách trước Al-Hazem. Abha xuống hạng sau năm mùa giải liên tiếp ở Saudi Pro League.
Al-Tai đã xuống hạng sau trận thua 2–0 trên sân nhà trước Al Okhdood. Al-Tai đã xuống hạng sau ba mùa giải liên tiếp ở hạng đấu cao nhất.

### Sân vận động và địa điểm
Ghi chú: Bảng liệt kê theo thứ tự bảng chữ cái.
| Đội        | Địa điểm       | Sân vận động                                                                        | Sức chứa     |
| ---------- | -------------- | ----------------------------------------------------------------------------------- | ------------ |
| Al-Ahli    | Jeddah         | Thành phố Thể thao Nhà vua Abdullah                                                 | 62,345       |
| Al-Ettifaq | Dammam         | Sân vận động Câu lạc bộ Al-Ettifaq                                                  | 15,000       |
| Al-Fateh   | Al-Mubarraz    | Sân vận động Al-Fateh                                                               | 10,000       |
| Al-Fayha   | Al Majma'ah    | Thành phố thể thao Al Majma'ah                                                      | 7,000        |
| Al-Hilal   | Riyadh         | Sân vận động Vương quốc                                                             | 26,000       |
| Al-Ittihad | Jeddah         | Thành phố Thể thao Nhà vua Abdullah                                                 | 62,345       |
| Al-Khaleej | Saihat         | Sân vận động Hoàng tử Prince Mohamed bin Fahd (Dammam)                              | 35,000       |
| Al-Kholood | Ar Rass        | Sân vận động Câu lạc bộ Al-Hazem                                                    | 8.000        |
| Al-Nassr   | Riyadh         | Công viên Al-Awwal                                                                  | 25,000       |
| Al-Okhdood | Najran         | Thành phố Thể thao Hoàng tử Hathloul bin Abdul Aziz                                 | 12,000       |
| Al-Orobah  | Sakakah        | Sân vận động đại học Al-Jawf                                                        | 8.500        |
| Al-Qadsiah | Khobar         | Sân vận động Hoàng tử Saud bin Jalawi                                               | 15.000       |
| Al-Raed    | Buraidah       | Sân vận động Thành phố Thể thao Nhà vua Abdullah                                    | 25,000       |
| Al-Riyadh  | Riyadh         | Sân vận động Hoàng tử Turki bin Abdul Aziz                                          | 15,000       |
| Al-Shabab  | Riyadh         | Sân vận động Câu lạc bộ Al-Shabab Club                                              | 15,000       |
| Al-Taawoun | Buraidah       | Sân vận động Thành phố Thể thao Nhà vua Abdullah Sân vận động Câu lạc bộ Al-Taawoun | 25,000 5,961 |
| Al-Wehda   | Mecca          | Sân vận động Nhà vua Abdul Aziz                                                     | 38,000       |
| Damac      | Khamis Mushait | Sân vận động Hoàng tử Sultan bin Abdul Aziz (Abha) Sân vận động Câu lạc bộ Damac    | 20,000 5,000 |

## Bảng xếp hạng
| VT | Đội        | ST | T | H | B | BT | BB | HS  | Đ  | Giành quyền tham dự hoặc xuống hạng              |
| -- | ---------- | -- | - | - | - | -- | -- | --- | -- | ------------------------------------------------ |
| 1  | Al-Hilal   | 6  | 6 | 0 | 0 | 18 | 6  | +12 | 18 | Lọt vào vòng đấu hạng AFC Champions League Elite |
| 2  | Al-Ittihad | 6  | 5 | 0 | 1 | 17 | 7  | +10 | 15 | Lọt vào vòng đấu hạng AFC Champions League Elite |
| 3  | Al-Nassr   | 6  | 4 | 2 | 0 | 14 | 3  | +11 | 14 | Lọt vào vòng đấu hạng AFC Champions League Elite |
| 4  | Al-Shabab  | 6  | 4 | 0 | 2 | 5  | 3  | +2  | 12 |                                                  |
| 5  | Al-Taawoun | 6  | 3 | 1 | 2 | 7  | 4  | +3  | 10 |                                                  |
| 6  | Al-Qadsiah | 6  | 3 | 1 | 2 | 6  | 3  | +3  | 10 |                                                  |
| 7  | Al-Riyadh  | 6  | 3 | 1 | 2 | 10 | 11 | −1  | 10 |                                                  |
| 8  | Al-Ettifaq | 6  | 3 | 1 | 2 | 5  | 6  | −1  | 10 |                                                  |
| 9  | Al-Raed    | 6  | 2 | 1 | 3 | 9  | 6  | +3  | 7  |                                                  |
| 10 | Al-Ahli    | 6  | 2 | 1 | 3 | 8  | 7  | +1  | 7  |                                                  |
| 11 | Al-Orobah  | 6  | 2 | 1 | 3 | 6  | 10 | −4  | 7  |                                                  |
| 12 | Al-Khaleej | 6  | 2 | 1 | 3 | 3  | 7  | −4  | 7  |                                                  |
| 13 | Damac      | 6  | 2 | 0 | 4 | 8  | 10 | −2  | 6  |                                                  |
| 14 | Al-Fayha   | 6  | 1 | 2 | 3 | 5  | 12 | −7  | 5  |                                                  |
| 15 | Al-Wehda   | 6  | 1 | 2 | 3 | 8  | 16 | −8  | 5  |                                                  |
| 16 | Al-Kholood | 6  | 1 | 1 | 4 | 7  | 12 | −5  | 4  | Xuống hạng đến FD League                         |
| 17 | Al-Okhdood | 6  | 1 | 1 | 4 | 6  | 11 | −5  | 4  | Xuống hạng đến FD League                         |
| 18 | Al-Fateh   | 6  | 1 | 0 | 5 | 4  | 12 | −8  | 3  | Xuống hạng đến FD League                         |

### Vị trí theo vòng
Bảng sau đây liệt kê vị trí của các đội sau mỗi vòng thi đấu. Để  duy trì các diễn biến theo trình tự thời gian, bất kỳ trận đấu nào bị hoãn hoặc bù sẽ không được đưa tính vào vòng đấu mà chúng đã được lên lịch ban đầu mà sẽ được tính thêm vào vòng đấu diễn ra ngay sau đó.
| Đội ╲ Vòng | 1       | 2  | 3  | 4  | 5  | 6  | 7  | 8 | 9 | 10 | 11 | 12 | 13 | 14 | 15 | 16 | 17 | 18 | 19 | 20 | 21 | 22 | 23 | 24 | 25 | 26 | 27 | 28 | 29 | 30 | 31 | 32 | 33 | 34 |  |
| ---------- | ------- | -- | -- | -- | -- | -- | -- | - | - | -- | -- | -- | -- | -- | -- | -- | -- | -- | -- | -- | -- | -- | -- | -- | -- | -- | -- | -- | -- | -- | -- | -- | -- | -- |  |
| Đội ╲ Vòng | Al-Ahli | 3  | 8  | 9  | 6  | 7  | 10 |   |   |    |    |    |    |    |    |    |    |    |    |    |    |    |    |    |    |    |    |    |    |    |    |    |    |    |  |
| Al-Ettifaq | 4       | 4  | 3  | 4  | 6  | 8  |    |   |   |    |    |    |    |    |    |    |    |    |    |    |    |    |    |    |    |    |    |    |    |    |    |    |    |    |  |
| Al-Fateh   | 18      | 12 | 14 | 16 | 18 | 18 |    |   |   |    |    |    |    |    |    |    |    |    |    |    |    |    |    |    |    |    |    |    |    |    |    |    |    |    |  |
| Al-Fayha   | 12      | 17 | 18 | 18 | 15 | 14 |    |   |   |    |    |    |    |    |    |    |    |    |    |    |    |    |    |    |    |    |    |    |    |    |    |    |    |    |  |
| Al-Hilal   | 1       | 1  | 2  | 1  | 1  | 1  |    |   |   |    |    |    |    |    |    |    |    |    |    |    |    |    |    |    |    |    |    |    |    |    |    |    |    |    |  |
| Al-Ittihad | 5       | 3  | 1  | 2  | 2  | 2  |    |   |   |    |    |    |    |    |    |    |    |    |    |    |    |    |    |    |    |    |    |    |    |    |    |    |    |    |  |
| Al-Khaleej | 6       | 10 | 13 | 13 | 14 | 12 |    |   |   |    |    |    |    |    |    |    |    |    |    |    |    |    |    |    |    |    |    |    |    |    |    |    |    |    |  |
| Al-Kholood | 13      | 15 | 15 | 11 | 12 | 16 |    |   |   |    |    |    |    |    |    |    |    |    |    |    |    |    |    |    |    |    |    |    |    |    |    |    |    |    |  |
| Al-Nassr   | 10      | 5  | 7  | 5  | 4  | 3  |    |   |   |    |    |    |    |    |    |    |    |    |    |    |    |    |    |    |    |    |    |    |    |    |    |    |    |    |  |
| Al-Okhdood | 17      | 18 | 17 | 17 | 13 | 17 |    |   |   |    |    |    |    |    |    |    |    |    |    |    |    |    |    |    |    |    |    |    |    |    |    |    |    |    |  |
| Al-Orobah  | 16      | 16 | 16 | 12 | 9  | 11 |    |   |   |    |    |    |    |    |    |    |    |    |    |    |    |    |    |    |    |    |    |    |    |    |    |    |    |    |  |
| Al-Qadsiah | 2       | 2  | 4  | 7  | 5  | 6  |    |   |   |    |    |    |    |    |    |    |    |    |    |    |    |    |    |    |    |    |    |    |    |    |    |    |    |    |  |
| Al-Raed    | 11      | 13 | 8  | 10 | 11 | 9  |    |   |   |    |    |    |    |    |    |    |    |    |    |    |    |    |    |    |    |    |    |    |    |    |    |    |    |    |  |
| Al-Riyadh  | 8       | 6  | 10 | 8  | 10 | 7  |    |   |   |    |    |    |    |    |    |    |    |    |    |    |    |    |    |    |    |    |    |    |    |    |    |    |    |    |  |
| Al-Shabab  | 14      | 11 | 6  | 3  | 3  | 4  |    |   |   |    |    |    |    |    |    |    |    |    |    |    |    |    |    |    |    |    |    |    |    |    |    |    |    |    |  |
| Al-Taawoun | 7       | 9  | 5  | 9  | 8  | 5  |    |   |   |    |    |    |    |    |    |    |    |    |    |    |    |    |    |    |    |    |    |    |    |    |    |    |    |    |  |
| Al-Wehda   | 9       | 7  | 11 | 14 | 16 | 15 |    |   |   |    |    |    |    |    |    |    |    |    |    |    |    |    |    |    |    |    |    |    |    |    |    |    |    |    |  |
| Damac      | 15      | 14 | 12 | 15 | 17 | 13 |    |   |   |    |    |    |    |    |    |    |    |    |    |    |    |    |    |    |    |    |    |    |    |    |    |    |    |    |  |

## Giải thưởng

### Giải thưởng hàng tháng
| Tháng   | HLV của tháng | HLV của tháng | Cầu thủ của tháng   | Cầu thủ của tháng | Thủ môn của tháng | Thủ môn của tháng | Sao mới nổi của tháng | Sao mới nổi của tháng |
| Tháng   | HLV           | Đội           | Cầu thủ             | Đội               | Cầu thủ           | Đội               | Cầu thủ               | Đội                   |
| ------- | ------------- | ------------- | ------------------- | ----------------- | ----------------- | ----------------- | --------------------- | --------------------- |
| Tháng 9 | Jorge Jesus   | Al Hilal      | Aleksandar Mitrović | Al Hilal          | Koen Casteels     | Al Qadsiah        | Musab Al-Juwayr       | Al Shabab             |

| Tuần (MD) | Bàn thắng đẹp nhất tuần | Bàn thắng đẹp nhất tuần |
| Tuần (MD) | Cầu thủ                 | Câu lạc bộ              |
| --------- | ----------------------- | ----------------------- |
| 1         | Sergej Milinković-Savić | Al-Hilal                |
| 2         | Karim Benzema           | Al-Ittihad              |
| 3         | Karim Benzema           | Al-Ittihad              |
| 4         | Salem Al-Dawsari        | Al-Hilal                |
| 5         | Hamed Al-Ghamdi         | Al-Ittihad              |
| 6         | Sadio Mané              | Al-Nassr                |

| Tuần (MD) | Skill đẹp nhất tuần | Skill đẹp nhất tuần |
| Tuần (MD) | Player              | Club                |
| --------- | ------------------- | ------------------- |
| 6         | Ibrahim Bayesh      | Al-Riyadh           |